# Branišov
Branišov är en ort i Tjeckien.   Den ligger i regionen Södra Böhmen, i den sydvästra delen av landet, 120 km söder om huvudstaden Prag. Branišov ligger 407 meter över havet och antalet invånare är 189.
Terrängen runt Branišov är platt åt nordost, men åt sydväst är den kuperad.Runt Branišov är det ganska tätbefolkat, med 111 invånare per kvadratkilometer. Närmaste större samhälle är České Budějovice, 5,7 km öster om Branišov. Runt Branišov är det i huvudsak tätbebyggt.